# Лылойти
Лыло́йти (бел. Лыло́йці) — агрогородок в Белоруссии, бывший центр сельсовета Сморгонского района Гродненской области. Расположен в 32 километрах севернее города Сморгонь, в 130 километрах на северо-запад от Минска.
В 1795—1920 годах деревня в Вишневской волости Свенцянского уезда Виленской губернии. Согласно инвентарю 1866 года в деревне 42 дворов, 316 жителей (из них 313 католического, 3 иудейского вероисповедания). В 1905 году 403 жителя, деревня имела 301 десятину земли. С 16 июля 1954 года до 16 июля 1960 года и с 1989 года до 2016 года центр сельсовета. В 1972 году центр колхоза имени Жданова, 94 хозяйства, 259 жителей.
По состоянию на 1 января 2004 года 148 дворов, 353 жителя. В агрогородке функционируют: фельдшерско-акушерский пункт, дом престарелых, дом культуры, библиотека, отделение связи, магазин. Памятник землякам погибшим в годы Великой Отечественной войны.